# Шипов, Иван Павлович (1865)
Иван Павлович Шипов (23 июня 1865—1919) — русский государственный деятель, финансист. Министр финансов (1905—1906), торговли и промышленности (1908—1909), управляющий Государственным банком (1914—1917).

## Биография
Родился в 1865 году в Нижнем Новгороде. Поступил в Александровский лицей и одновременно в Санкт-Петербургский университет как вольнослушатель курсов политической экономии и финансов. После окончания этих курсов сдал экзамен в Совете Александровского лицея.
В 1885 г. определён на службу в канцелярию Департамента окладных сборов, где до 1891 г. служил сначала в должности помощника столоначальника, а затем столоначальника этого департамента. В 1887 г. произведён в коллежские асессоры, в 1890 г. — в надворные, в 1892 г. — в коллежские советники.
В сентябре 1888 г. командирован в комиссию по пересмотру законов о земском обложении. В феврале 1889 г. назначен делопроизводителем этой комиссии. Затем служил податным инспектором Калязинского уезда Тверской губернии, работал в канцелярии Комитета министров, где занимал должности помощника начальника и начальника отделения. В 1894 г. снова перешёл на службу в Министерство финансов.
В 1894—1897 гг. являлся вице-директором Особенной канцелярии по кредитной части. В 1897 г. назначен директором Общей канцелярии министра финансов. В 1898 г. был назначен председателем Особой комиссии по пересмотру монетного Устава. В 1895 г. пожалован в статские советники, с 1896 г. — в действительные статские, в 1904 г. — в тайные советники.
С 1902 по 1905 год — директор департамента Государственного казначейства. Также в 1902—1905 годах состоял управляющим делами особого совещания о нуждах сельскохозяйственной промышленности.
19 июня (2 июля) 1905 года был командирован в Вашингтон для участия в мирных переговорах с японскими уполномоченными «в помощь российскому Главноуполномоченному в качестве делегата-специалиста по вопросам финансового характера».
Во время всеобщей политической забастовки в октябре 1905 года, Шипов, будучи директором департамента государственного казначейства, дал серьёзный отпор агитаторам, группами заходившим в министерство и уговаривавшим служащих прекратить работу.
После подписания Портсмутского мира 28 октября (10 ноября) 1905 года назначен министром финансов в кабинете гр. С. Ю. Витте (сменил Коковцова), однако занимал этот пост всего 6 месяцев.

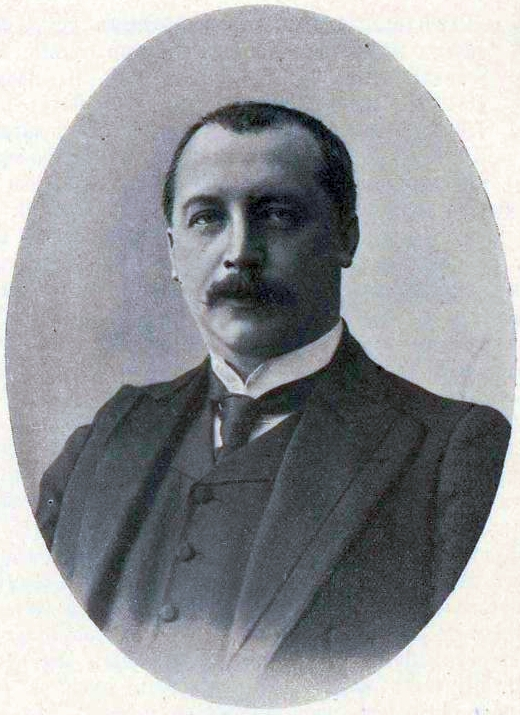
И.П. Шипов, 1906

Зимой 1905—1906 года И. П. Шипов как министр финансов совместно с управляющим Крестьянским банком А. И. Путиловым, с согласия Витте обратились к губернаторам, предводителям дворянства и земств с просьбой уговорить помещиков продать до весеннего сева достаточное количество земли Крестьянскому банку для перепродажи крестьянам, чтобы те поверили, «что можно и без захватов надеяться на осуществление обещаний правительства». Путилов предупреждал, что

если этого не удастся сделать, то всё равно удержать землю в своих руках будет почти невозможно. Жестокие насилия, начавшиеся нынешней осенью, не улягутся и едва ли не будут ещё страшнее весною, когда дело дойдёт до запашки и ярового сева. Таким образом, образование земельного фонда для крестьян является прямым спасением для частного землевладения.
По мнению доктора исторических наук В. С. Дякина, премьер-министр Витте и министр земледелия Н. Н. Кутлер «надеялись: появление такого закона подтолкнёт, наконец, помещиков к мирным соглашениям с банком». Однако «помещики в провинции публично называли Кутлера „мерзавцем, висельником, анархистом“. К Николаю II пошли записки, в которых Кутлера, Шипова и Путилова обвиняли в „революционных замыслах“ и требовали заменить Витте „лицом более твердых государственных принципов“». В результате царь 4 (17) февраля 1906 года отправил в отставку министра земледелия Кутлера, а 24 апреля (7 мая) 1906 года, за несколько дней до созыва I Думы, отправил в отставку Витте вместе со всем его кабинетом.
Одновременно с другими членами Совета Министров был освобождён от занимаемой должности и И. П. Шипов, с оставлением в ранге члена Совета Государственного банка от Министерства финансов (с 1906 г. И. П. Шипов также член Комитета финансов). В 1908 году назначен министром торговли и промышленности и вошёл в Совет Министров. Газета «Русское слово» сообщала:

Сегодня получена телеграмма от И. П. Шипова, в которой он выражает согласие принять пост министра торговли и промышленности. И. П. Шипов прибудет в Петербург через несколько дней. Будущий министр родом нижегородец и первую часть своей деятельности провёл в Нижнем-Новгороде. Он выдвинулся при гр. С. Ю. Витте, управляющим канцелярии которого он состоял. Впоследствии И. П. занимал пост директора департамента казначейства и прошёл служебную лестницу по министерству. В кабинете Витте он был назначен министром финансов…

В конце марта 1908 г. И. П. Шипов внёс в Совет министров законопроекты о страховании рабочих от несчастных случаев и на случай болезни, о страховых присутствиях и о Главном страховом совете. Для их обсуждения было созвано межведомственное совещание под председательством товарища министра торговли и промышленности М. А. Остроградского, куда были приглашены и представители ведущих торгово-промышленных организаций. Здесь законопроекты были подвергнуты острой критике. В очередной раз возникла тупиковая ситуация, поскольку стороны не достигли согласия по основным спорным вопросам. Под предлогом необходимости завершить окончательное редактирование законопроектов заседания совещания прекратились в апреле 1908 г..
Пост министра торговли и промышленности И. П. Шипов занимал только один год. 14 (27) января 1909 года на его место был назначен В. И. Тимирязев, а И. П. Шипов был назначен членом Государственного Совета. Предлагавшиеся Шиповым страховые законопроекты были приняты Думой после продолжительных дебатов только в январе 1912 года.
22 апреля (5 мая) 1914 года И. П. Шипов назначен на должность Управляющего Государственным банком. Последнюю должность, а также членство в Комитете финансов и Государственном совете сохранял до 1917 года.
На второй день после Октябрьской революции, 8 ноября 1917 г. И. П. Шипов дал указание прекратить обслуживание клиентов. Однако одновременно Госбанк продолжал осуществлять эмиссионную функцию, то есть выдавать наличность. С 8 по 23 ноября было выдано разным клиентам 610 млн руб., и ещё 459 млн рублей было выслано в конторы и отделения. Отказался И. П. Шипов и принять карточку с образцами подписей для открытия счёта СНК РСФСР. Это было расценено как саботаж. 21 ноября вопрос о саботаже чиновников Минфина и Госбанка обсуждался на заседании ЦК РСДРП(б) и ВЦИК. Была принята резолюция ВЦИК «О борьбе с саботажем чиновников Государственного банка», предписывавшая Совнаркому применить самые энергичные меры для немедленной ликвидации саботажа. В частности, в ней говорилось (названия учреждений сокращены):

ЦИК констатирует, что старшие чиновники Минфина и Госбанка, не признающие Советской власти, произвольно распоряжаются достоянием казначейства и Госбанка, выдавая кредиты в одних случаях, задерживая в других и отказывая СНК в кредитах на самые неотложные и жгучие потребности, прежде всего на принятие экстренных мер в деле обеспечения продовольствием фронта и проведения выборов в Учредительное собрание.
Усматривая в поведении старших чиновников [названных организаций] преступный саботаж, последствия которого могут … и помешать успешности созыва Учредительного собрания в установленный срок, ЦИК предлагает СНК принять самые энергичные меры для немедленной ликвидации саботажа контрреволюционеров Государственного банка…

11 (24) ноября 1917 года за саботаж (отказ признать распоряжения Совнаркома) Управляющий Госбанком И. П. Шипов был уволен без права на пенсию. В этот же день Госбанк возобновил обслуживание клиентов, то есть саботаж прекратился. По воспоминаниям В. Б. Лопухина:

Первый удар с ним [Шиповым] приключился после проигранного им сражения с Менжинским, прибывшим в банк с требованием передачи банка с его фондами большевистскому правительству.

Перебрался из Петрограда в Екатеринодар, где в 1919 г. стал членом Особого совещания при главнокомандующем Вооружёнными силами Юга России (ВСЮР). Затем переехал в Ростов-на-Дону, где принимал активное участие в формировании Центрального управления Государственного банка ВСЮР.
Дата смерти неизвестна. По некоторым сведениям, умер в Ростове-на-Дону от тифа в конце 1919 года[уточнить].

## Публикации
По поручению канцелярии комитета министров составил книгу: «Германская колонизация польских провинций Пруссии по закону 26 апреля 1886 года» (1894).
В изданном Министерством финансов для парижской выставки 1900 года сборнике: «Россия в конце XIX века» поместил статью «Монетная система и денежное обращение».

## Награды
- Орден Святого Владимира 3-й степени (18.04.1899)
- Орден Святого Станислава 1-й степени (01.04.1901)
- Орден Святой Анны 1-й степени (29.05.1906)
- Орден Святого Владимира 2-й степени (01.01.1911)
- Орден Белого орла (01.01.1914)
- Высочайшая благодарность (22.03.1915)
- Орден Святого Александра Невского (01.01.1916)[5]
- серебряная медаль «В память царствования императора Александра III»
- серебряная медаль «В память коронации Императора Николая II»[5]

Иностранные:
- Китайский орден Двойного Дракона 2-й степени 2-го класса (1896)
- Французский орден Почётного легиона, офицерский крест (1899)
- Персидский орден Льва и Солнца 2-й степени (1900)
- Японский орден Восходящего Солнца 1-й степени (1908)